# Hernán Peña
Hernán Alex Peña González (Chile, 18 de octubre de 1969) es un entrenador y exfutbolista chileno. Actualmente sin club.

## Carrera

### Como jugador
Se desempeñaba como defensa. Fue formado en Universidad de Chile, y participó de la campaña que llevó al club de vuelta a Primera en 1989. Luego siguió su carrera en Deportes Melipilla, Deportes Antofagasta, Provincial Osorno, Unión Española y Unión La Calera.

### Como entrenador
Como entrenador participó de la reforma de las series inferiores de Universidad de Chile, junto a Hugo Vilches, desde 2005. En 2011 a 2012 fue entrenador de Provincial Talagante. Siguió su carrera como ayudante técnico de Hugo Vilches, hasta que fue confirmado como entrenador de Barnechea en 2018.
En enero de 2020, Peña fue anunciado como nuevo entrenador de San Marcos de Arica. Luego de descender en 2021, al año siguiente se corona como campeón de la Segunda División. En octubre de 2022, es anunciada su salida de la banca del conjunto ariqueño.
En enero de 2023, es anunciado como nuevo entrenador de Deportes Melipilla de la Segunda División. El 2 de enero de 2025, se anunció su llegada a Club de Deportes Antofagasta como entrenador.

## Clubes

### Como jugador
| Club                 | País  | Año       |
| -------------------- | ----- | --------- |
| Universidad de Chile | Chile | 1988-1992 |
| Deportes Melipilla   | Chile | 1993      |
| Deportes Antofagasta | Chile | 1994      |
| Provincial Osorno    | Chile | 1995-1998 |
| Unión Española       | Chile | 1999      |
| Unión La Calera      | Chile | 2000-2001 |

### Como entrenador
| Club                 | País  | Año       | PJ  | PG  | PE | PP  | Rendimiento |
| -------------------- | ----- | --------- | --- | --- | -- | --- | ----------- |
| Provincial Talagante | Chile | 2011-2012 | 47  | 20  | 11 | 16  | 50.35%      |
| Barnechea            | Chile | 2018-2019 | 54  | 21  | 10 | 23  | 45.06%      |
| San Marcos de Arica  | Chile | 2020-2022 | 82  | 34  | 20 | 28  | 49.59%      |
| Deportes Melipilla   | Chile | 2023      | 14  | 5   | 5  | 4   | 47.61%      |
| Deportes Santa Cruz  | Chile | 2023-2024 | 52  | 20  | 14 | 21  | 47.43%      |
| Deportes Antofagasta | Chile | 2025      | 22  | 7   | 6  | 9   | 39.4%       |
| Total                | Total | Total     | 271 | 104 | 66 | 101 | 46.5%       |

## Palmarés

### Como jugador

#### Campeonatos nacionales
| Título    | Club                 | País  | Año  |
| --------- | -------------------- | ----- | ---- |
| Primera B | Universidad de Chile | Chile | 1989 |
| Primera B | Unión Española       | Chile | 1999 |

### Como entrenador

#### Campeonatos nacionales
| Título           | Club                | País  | Año  |
| ---------------- | ------------------- | ----- | ---- |
| Segunda División | San Marcos de Arica | Chile | 2022 |